# Peucedanon cervarium
Peucedanon cervarium är en flockblommig växtart som beskrevs av St.-lag. Peucedanon cervarium ingår i släktet Peucedanon och familjen flockblommiga växter. Inga underarter finns listade i Catalogue of Life.